# Бон, Мишель
Мишель Бон (настоящее имя Мишель Луи Босн; фр. Michel Beaune, фр. Michel Louis Bosne; 13 декабря 1933, Париж — 24 июля 1990, Клиши-ла-Гаренн) — французский актёр театра и кино.

## Биография
Мишель Бон родился 13 декабря 1933 в Париже. Учился в «Парижской консерватории» вместе с такими известными актерами, как Жан-Поль Бельмондо, Жан-Пьер Марьель, Жан Рошфор, Анни Жирардо. Карьеру начал в парижских театрах. С 1960 года снимался в кино.
Состоял в отношениях с актрисой Жанной Моро. В браке с актрисой Мирей Кальво-Платеро у Бона родилась дочь Каролина (1959—2014), крестница Бельмондо, также занимавшаяся актёрской деятельностью, и Натали.
Скончался от рака в 1990 году в возрасте 56 лет в Клиши.

## Фильмография
- 1988 — Баловень судьбы // Itinéraire d’un enfant gâté
- 1987 — Одиночка // Le Solitaire
- 1984 — Авантюристы // Les morfalous
- 1984 — Весёлая Пасха // Joyeuses Pâques
- 1983 — Неукротимый // Le Battant
- 1982 — Моцарт // Mozart, серия 1
- 1981 — Профессионал // Le Professionnel
- 1981 — Безупречная репутация // Coup de torchon
- 1980 — Игра в четыре руки // Le Guignolo
- 1979 — Кто есть кто // Flic Ou Voyou
- 1977 — Приготовьте ваши носовые платки // Préparez vos mouchoirs
- 1976 — Труп моего врага // Le Corps de mon ennemi
- 1975 — Прощай, полицейский // Adieu poulet
- 1975 — Неисправимый // L' Incorrigible
- 1975 — Пусть начнется праздник // Que la commence праздник красавицы
- 1974 — Стависки // Stavisky
- 1973 — Наследник // L’Héritier
- 1972 — Похищение в Париже // L’Attentat
- 1970 — Время умирать // Le Temps de mourir
- 1970 — Невероятная игра // Un jeu d’enfer
- 1968 — Красная таверна // Le fil rouge
- 1967 — Вампиризм // Vampirisme
- 1964 — Счастливый побег // Échappement libre